# Moravičany
Moravičany (in tedesco Morawitschan) è un comune della Repubblica Ceca facente parte del distretto di Šumperk, nella regione di Olomouc.